# 類核體

由次級內共生而成、具有四層膜的葉綠體中含有类核体

类核体（英語：nucleomorph）又稱核形體，是在隐藻 和綠蛛網藻（屬有孔蟲界）叶绿体内的结构，位於其內外膜結構（periplastidial compartment）之間，為次級內共生中內共生體細胞核的殘跡。這兩類生物的葉綠體皆有四層膜，是由一個真核生物吞噬原核生物形成葉綠體後，再被另一個真核生物吞噬而來。類核體中也具有DNA（類核體基因組），但均已大幅退化縮減，例如蓝隐藻的類核體基因組已在2001年被定序，長度僅有551kb，只保留了513個基因；Bigelowiella natans（一種綠蛛網藻）的類核體基因組則在2006年被定序，僅長373kb，包含331個基因。序列分析顯示隱藻的類核體來自紅藻，綠蛛網藻的類核體則來自綠藻。

## 相關結構
某些雙鞭毛蟲（Durinskia baltica與Kryptoperidinium foliaceum，合稱dinotoms）的葉綠體來自矽藻，為三級內共生的產物，且其中尚存細胞核與粒線體，因此其細胞中同時含有來源不同的兩種粒線體。